# Mind Games (film 1989)
Mind Games è un film del 1989 diretto da Bob Yari.

## Trama
Nella speranza di riuscire a salvare il loro matrimonio, Rita e Dana Lund partono per un viaggio attraverso la California insieme al figlio Kevin. In un campeggio incontrano l'autostoppista Eric Garrison, che fa amicizia con Kevin. Contro la volontà della moglie, Dana decide di portare Eric in viaggio con loro, ignorando che l'uomo è un brutale psicopatico che costringerà Kevin a partecipare alle sue scorribsnde notturne.

## Distribuzione
Il film è stato distribuito nei cinema statunitensi il 3 marzo 1989 dalla Metro-Goldwyn-Mayer.

## Accoglienza

### Botteghino
Il film ha incassato ai botteghini di tutto il mondo 85.085 dollari.